# 1964 na música

Youll never get to heaven dionne warwick US single.

## Eventos
- 1 de Janeiro - Top of the Pops estreia na BBC.
- 3 de Janeiro - Sequência de vídeos dos Beatles executando um concerto em Bournemouth, Inglaterra, é exibida no The Jack Paar Show.
- 15 de Janeiro - Vee Jay Records abre uma ação contra a Capitol Records e a Swan Records sore a direitos de fabricação e distribuição dos ábuns dos Beatles. Em 9 de Abril, a Capitol Records ganha liminar restringindo a Vee Jay Records contra fabricação posterior, distribuição ou fazer propaganda de álbuns dos Beatles.
- 18 de Janeiro - Os Beatles aparecem nos rankings da Billboard magazine pela primeira vez.
- Fervereiro - Barbra Streisand lança seu terceiro álbum nomeado The Third Álbum.
- 1 de Fevereiro - O governador de Indiana, Matthew E. Welsh declara a canção "Louie, Louie" dos the Kingsmen pornográfica. Ele pede que a Indiana Broadcasters Association censurem a gravação. O governador Welsh disse que ouvir a canção fez seus "ouvidos tremerem". O editor Max Firetag oferece $1,000 para quem puder encontrar algo "sugestivo" na letra da canção.
- 7 de Fevereiro - Os Beatles chegam aos Estados Unidos e são cumprimentados por milhares de fãs aos gritos no Kennedy Airport em Nova York.
- 9 de Fevereiro - Os Beatles se apresentam no The Ed Sullivan Show, quebrando todos os records de audiência da televisão.
- 16 de Fevereiro - Os Beatles aparacem no The Ed Sullivan Show.
- 22 de Fevereiro - Plácido Domingo faz sua estreia internacional na première da ópera Don Rodrigo de Ginastera na cidade de Nova York.
- 23 de Fevereiro - Os Beatles aparecem no The Ed Sullivan Show.
- Março - A Capitol Records é bombardeada com pedidos para o álbum do campeão de boxe peso pesado Cassius Clay, I Am the Greatest, após da vitória de Clay contra Sonny Liston em Fevereiro.
- 6 de Março - O 14o filme de Elvis Presley, Kissin' Cousins é lançado nos cinemas.
- 14 de Março - A Billboard Magazine anuncia que a venda das gravações dos Beatles perfaz 60% de todo o mercado de singles.
- 16 de Março - O Disc jockey Alan Freed é acusado de sonegação de impostos.
- 21 de Março - Pela primeria vez na história, todos os singles na lista dos Dez Mais do Reino Unido são de artistas britânicos.
- 24 de Março - O primeiro livro de John Lennon, In His Own Write, é publicado.
- 27 de Março - Os Beatles ocupam as seis primeiras colocações das paradas australianas.
- 28 de Março - Bonecos de cera dos Beatles são colocados em exposição no Museu de Cera da Madame Tussaud em Londres. Os Beatles são os primeiros astros pop a serem expostos no museu.
- 4 de Abril - Os Beatles ocupam todas as cinco primeiras posições na lista de Top Pop Singles da Billboard com seus singles "Can't Buy Me Love", "Twist and Shout", "She Loves You", "I Want to Hold Your Hand", e "Please Please Me".
- 11 de Abril - Os Beatles detêm 14 posições na lista dos Hot 100 da Billboard. Anteriormente, o maior número de singles de um único artista a fazerem parte da Hot 100 ao mesmo tempo foi de nove de Elvis Presley em 19 de Dezembro de 1956.
- 26 de Abril - Os Rolling Stones lançam seu disco epônimo de estreia.
- 2 de Maio - Nos Estados Unidos, o Segundo Disco dos Beatles sobe ao primeiro lugar nas paradas de LPs apenas duas semanas após seu lançamento, sendo o primeiro álbum na história a atingir o primeiro lugar tão rápido.
- 31 de Julho - O cantor Country Jim Reeves morre em um acidente de avíão perto de Nashville.
- 4 de agosto - O cantor Dean Martin lança seu album Dream with Dean, chegando em primeiro lugar da Billboard Hot 100, ultrapassando o sucesso dos The Beatles na época. Marcando assim o retorno da antiga geração de crooner's norte-americanos.
- 8 de Agosto - Bob Dylan lança seu quarto álbum, Another Side of Bob Dylan.
- 16 de Setembro - Premiére de Shindig! - ABC.
- 22 de Setembro - Fiddler on the Roof estreia na Broadway.
- 19 de Outubro - Simon and Garfunkel lançam Wednesday Morning, 3 A.M., que é inicialmente um fracasso total durante seu lançamento. Após o lançamento de seu segundo álbum, Sounds of Silence, em 1966, ele atinge a 30a posição na Billboard.
- 11 de Dezembro - Sam Cooke morre sob circunstâncias misteriosas em Los Angeles, California. Logo depois, "A Change Is Gonna Come," uma música considerada por muitos como a sua melhor, é lançada.
- Simon and Garfunkel assinam para gravar com a Columbia Records, fazendo dessa, a premeira vez que nomes étnicos são usados na música pop.
- Dalida é a primeira estrela a receber um Disco de Platina na Europa.
- Com 11 anos, Keith Green se torna a pessoa mais jovem na história a assinar contrato com a American Society of Composers, Authors and Publishers (ASCAP) após o lançamento, gravando e lançando a canção "The Way I Used to Be".
- O grupo The Jackson 5 nasce como The Jacksons Brothers, com os integrantes Tito Jackson, Jermaine Jackson e Jackie Jackson
- A carreira musical de Marianne Faithfull se inicia.
- Sonny e Cher começam a se apresentar juntos.
- Formação do MC5.
- Formação do The Mamas & the Papas.

## Álbuns lançados
- The Third Album - Barbra Streisand
- Beatles for Sale - The Beatles
- Ain't That Good News - Sam Cooke
- All Summer Long - The Beach Boys
- America, I Hear You Singing - Frank Sinatra
- Amore Scusami - Dalida
- Leader of the Pack - The Shangri-Las
- Another Side of Bob Dylan - Bob Dylan
- The Beach Boys' Christmas Album - The Beach Boys
- Beach Boys Concert - The Beach Boys
- Donna The Prima Donna - Dion DiMucci
- The Doris Day Christmas Album - Doris Day
- Ella at Juan-Les-Pins - Ella Fitzgerald
- Early Orbison - Roy Orbison
- A Hard Day's Night - The Beatles
- Hello, Dolly! - Ella Fitzgerald
- Ella Fitzgerald Sings the Johnny Mercer Songbook - Ella Fitzgerald
- It Might As Well Be Swing - Frank Sinatra (com Count Basie)
- Joan Baez/5 - Joan Baez
- A Love Supreme - John Coltrane
- More of Roy Orbison's Greatest Hits - Roy Orbison
- Rock Around the Clock King - Bill Haley & His Comets
- Said I To Shostakovitch - Tupper Saussy
- Simmer Down - The Wailing Wailers (Bunny Wailer, Bob Marley, Peter Tosh)
- Sinatra Sings…Academy Award Winners - Frank Sinatra
- Surf Surf Surf - Bill Haley & His Comets
- Softly, As I Leave You - Frank Sinatra
- The Times They Are a-Changin' - Bob Dylan
- Wednesday Morning, 3 A.M. - Simon and Garfunkel
- With a Smile and a Song - Doris Day
- I Walk the Line - Johnny Cash

## Singles lançados
- "All Day and All of the Night" - The Kinks
- "Anyone Who Had a Heart" - Cilla Black
- "Do Wah Diddy Diddy" - Manfred Mann
- "Ferry Cross the Mersey" - Gerry & The Pacemakers
- "Fever" - Helen Shapiro
- "Gloria" - Them
- "Goldfinger" - Shirley Bassey
- "The House of the Rising Sun" - The Animals
- "I Get Around" - Beach Boys
- "I Understand" - Freddie & the Dreamers
- "I'm Into Something Good" - Herman's Hermits
- "It's All Over Now" - The Rolling Stones
- "Just One Look" - The Hollies
- "Little Children" - Billy J. Kramer e The Dakotas
- "A Message To Martha" - Adam Faith
- "She Loves You" - The Beatles
- "(They Call Her) La Bamba" - The Crickets
- "Walk Away" - Matt Monro
- "A World Without Love" - Peter & Gordon
- "You're No Good" - The Swinging Blue Jeans
- "You Really Got Me - The Kinks

## Músicas Populares publicadas
- "Canção tema de The Addams Family"      letras e música - Vic Mizzy
- "Anatevka" - letras Sheldon Harnick      música - Jerry Bock
- "Anyone Who Had a Heart" letras Hal David      música - Burt Bacharach
- "The Ballad of Gilligan's Island"      letras e música - Frank DeVol e Sherwood Schwartz
- "Before the Parade Passes By"      letras e música - Jerry Herman, do musical Hello, Dolly!
- "canção tema de Bewitched"      letras e música - Howard Greenfield e Jack Keller
- "Chapel Of Love"      letras e música - Phil Spector, Ellie Greenwich & Jeff Barry
- "Dear Heart"      letras - Jay Livingston & Ray Evans música - Henry Mancini
- "Do You Love Me?"       letras - Sheldon Harnick música - Jerry Bock
- "Feed the Birds"      letras e música - Richard música Sherman & Robert B. Sherman do filme Mary Poppins
- "Glad All Over"      letras e música - Dave Clark & Mike Smith
- "Have I the Right"      letras e música - Ken Howard & Alan Blaikley
- "Hush, Hush Sweet Charlotte"       música - Frank DeVol do filme Hush, Hush, Sweet Charlotte
- "If I Were a Rich Man"       letras - Sheldon Harnick música -  Jerry Bock. Introduzido no teatro musical Fiddler on the Roof por Zero Mostel.  Executado por Topol na versão em filme, de 1971.
- "Invisible Tears"      letras e música - Ned Miller e Sue Miller
- "It's Over"       letras e música - Roy Orbison & Bill Dees
- "Matchmaker, Matchmaker"       letras - Sheldon Harnick música - Jerry Bock
- "Now I Have Everything"       letras - Sheldon Harnick, música - Jerry Bock
- "Oh, Pretty Woman"       letras e música - Roy Orbison & Bill Dees
- "Put On Your Sunday Clothes"      letras e música - Jerry Herman, do musical Hello, Dolly!
- "So Long, Dearie"       letras e música - Jerry Herman, do musical Hello, Dolly!
- "A Spoonful of Sugar"      letras e música - Richard música Sherman & Robert B. Sherman do filme  Mary Poppins
- "Style"      letras - Sammy Cahn música - Jimmy Van Heusen do  filme Robin And The Seven Hoods
- "Supercalifragilisticexpialidocious"      letras e música - Richard música Sherman & Robert B. Sherman do filme Mary Poppins
- "That's Life"      letras e música - Dean Kay & Kelly Gordon
- "To Life"       letras - Sheldon Harnick música - Jerry Bock
- "A World Without Love"      letras e música - John Lennon e Paul McCartney
- "Zorba's Dance"      música - Mikis Theodorakis

## Música clássica
- Aaron Copland - Música para uma Grande Cidade
- George Crumb - Quatro Noturnos (Música Noturna II) para violino e piano
- Henri Dutilleux - Métaboles
- Dmitri Shostakovich - Quarteto de Cordas No.9 em Mi bemol maior, Op.117
- Dmitri Shostakovich - Quarteto de Cordas No.10 em Lá bemol maior, Op.118

## Ópera
- Luciano Berio - Traces
- Benjamin Britten - Curlew River
- Alberto Ginastera - Don Rodrigo

## Musicais - Teatro
- Fiddler on the Roof (Jerry Bock e Sheldon Harnick) - produção da Broadway que estreou no Imperial Theatre em 22 de Setembro e apresentada 3242 vezes
- Funny Girl (Jule Styne e Bob Merrill) - Produção da Broadway estreada no Winter Garden Theatre em 26 de Março, executada 1348 vezes
- Little Me, the musical - Produção de Londres com estreia no Cambridge Theatre em 18 de Novembro executada 334 vezes
- Salad Days (Julian Slade) - revival de Londres

## Filmes musicais
- A Hard Day's Night
- Mary Poppins
- My Fair Lady
- The Unsinkable Molly Brown
- Viva Las Vegas

## Nascimentos
- 5 de Janeiro - Grant Young, Soul Asylum
- 10 de Janeiro - Brad Roberts, Crash Test Dummies
- 19 de janeiro - Ricardo Arjona, cantor guatemalteco.
- 29 de Janeiro - Roddy Frame, Aztec Camera
- 5 de Fevereiro - Duff McKagan do Guns N' Roses
- 4 de Março - Alda Célia, cantora e compositora gospel brasileira
- 10 de Março - Cristina Mel, cantora gospel brasileira
- 13 de Março - João Gordo, apresentador e cantor brasileiro.
- 16 de Março - Boyd Tinsley, violinista da Dave Matthews Band.
- 19 de Março - Yoko Kanno, compositor
- 20 de Março - Tracy Chapman
- 12 de Abril - Amy Ray, Indigo Girls
- 16 de Abril - Dave Pirner, Soul Asylum
- 17 de Abril - Maynard James Keenan, Tool
- 25 de Abril - Andy Bell, Erasure
- 27 de Abril - Dinho Ouro Preto, cantor, compositor e líder do Capital Inicial.
- 6 de maio - Tony Scalzo, compositor, cantor, violonista, guitarrista, baixista e tecladista solo e do Fastball
- 7 de Maio - Denis Mandarino, compositor e instrumentista.
- 12 de Maio - Mr. Brett, Bad Religion e NOFX
- 26 de Maio - Lenny Kravitz, cantor norte-americano.
- 30 de Maio - Tom Morello, Rage Against the Machine e Audioslave
- 31 de Maio - Darryl McDaniels, Run D.M.C.
- 3 de Junho - Kerry King, Slayer
- 6 de Junho - Jay Bentley, Bad Religion
- 13 de Junho - Robbie Merril, Godsmack
- 15 de Junho - Gavin Greenaway, compositor inglês
- 22 de Junho - Mike Edwards
- 9 de Julho - Courtney Love, atriz e cantora norte-americana.
- 20 de Julho - Chris Cornell, Soundgarden e Audioslave
- 22 de Julho - Will Calhoun, Living Colour
- 31 de Julho - Jim Corr, cantor irlandês.
- 1 de Agosto - Adam Duritz, Counting Crows
- 17 de Agosto - Colin James
- 7 de Setembro - Eazy-E, NWA
- 23 de setembro - Koshi Inaba, cantor e compositor japonês
- 25 de Setembro - Maria Doyle Kennedy, atriz e cantora irlandesa
- 27 de Setembro - Stephan Jenkins, Third Eye Blind
- 30 de Setembro - Robby Takac, Goo Goo Dolls
- 10 de Outubro - Neneh Cherry
- 20 de Outubro - Jim Sonefeld, Hootie & the Blowfish
- 23 de Outubro - Robert Trujillo, baixista do Metallica
- 24 de Outubro - Sidney Cipriano, integrante do grupo Fat Family
- 6 de Novembro - Corey Glover, Living Colour
- 14 de Novembro
  - Joseph "DJ Run" Simmons, Run-D.M.C.
  - Nic Dalton, The Lemonheads
- 16 de Novembro - Diana Krall, cantora canadense.
- 23 de novembro - Michihiko Ohta, cantor e compositor japonês.
- 24 de Novembro - Tony Rambola, Godsmack
- 8 de Dezembro - Sandy Burnett, produtor de discos
- 9 de Dezembro - Paul Landers, guitarrista do Rammstein.
- 13 de Dezembro - Hideto Matsumoto
- 23 de Dezembro - Eddie Vedder, vocalista do Pearl Jam.

## Mortes
| Data           | Nome            | Profissão                             | Nacionalidade  | Observações | Ref |
| -------------- | --------------- | ------------------------------------- | -------------- | ----------- | --- |
| 14 de Agosto   | Johnny Burnette | compositor e músico                   | Estados Unidos | n. 1934     |     |
| 10 de Outubro  | Eddie Cantor    | comediante, cantor, ator e compositor | Estados Unidos | n. 1892     |     |
| 15 de Outubro  | Cole Porter     | músico e compositor                   | Estados Unidos | n. 1891     |     |
| 11 de Dezembro | Alma Mahler     | compositora                           | Áustria        | n. 1879     |     |
| 11 de Dezembro | Sam Cooke       | cantor                                | Estados Unidos | n. 1931     |     |

## Awards

### Grammy Awards
- Grammy Awards

### Festival Eurovisão da Canção
- Festival Eurovisão da Canção (1964)